# Bo Ericson (Eishockeyspieler)
Bo Ragnar Ericson (* 23. Januar 1958 in Stockholm) ist ein ehemaliger schwedischer Eishockeyspieler. Sein Sohn Fredrik Ericson ist ebenfalls ein professioneller Eishockeyspieler. 

## Karriere
Bo Ericson begann seine Karriere als Eishockeyspieler bei AIK Solna, für dessen Profimannschaft er von 1974 bis 1984 aktiv war – zunächst in der Division 1 und anschließend ab der Saison 1975/76 in deren Nachfolgeliga Elitserien. Mit AIK gewann er in den Spielzeiten 1981/82 und 1983/84 jeweils den schwedischen Meistertitel. Zur Saison 1984/85 wechselte der Verteidiger innerhalb der Elitserien zum Södertälje SK, mit dem er auf Anhieb ebenfalls Schwedischer Meister wurde. Im Anschluss an die Saison 1988/89 beendete er beim Södertälje SK im Alter von 31 Jahren seine Karriere. 

### International
Für Schweden nahm Ericson im Juniorenbereich an der U19-Junioren-Europameisterschaft 1976 sowie den U20-Junioren-Weltmeisterschaften 1977 und 1978 teil. Bei der U19-EM 1976 und der U20-WM 1978 gewann er mit seiner Mannschaft jeweils die Silbermedaille. 
Im Seniorenbereich stand er im Aufgebot seines Landes bei den Weltmeisterschaften 1983 und 1985 sowie bei den Olympischen Winterspielen 1984 in Sarajevo. Zudem trat er für Schweden 1984 beim Canada Cup an. Bei den Winterspielen 1984 gewann er mit seiner Mannschaft die Bronzemedaille.

## Erfolge und Auszeichnungen
- 1982 Schwedischer Meister mit AIK Solna
- 1984 Schwedischer Meister mit AIK Solna
- 1985 Schwedischer Meister mit dem Södertälje SK

### International
- 1976 Silbermedaille bei der U19-Junioren-Europameisterschaft
- 1978 Silbermedaille bei der U20-Junioren-Weltmeisterschaft
- 1984 Bronzemedaille bei den Olympischen Winterspielen
- 1984 Silbermedaille beim Canada Cup